# Il Popolo d’Italia

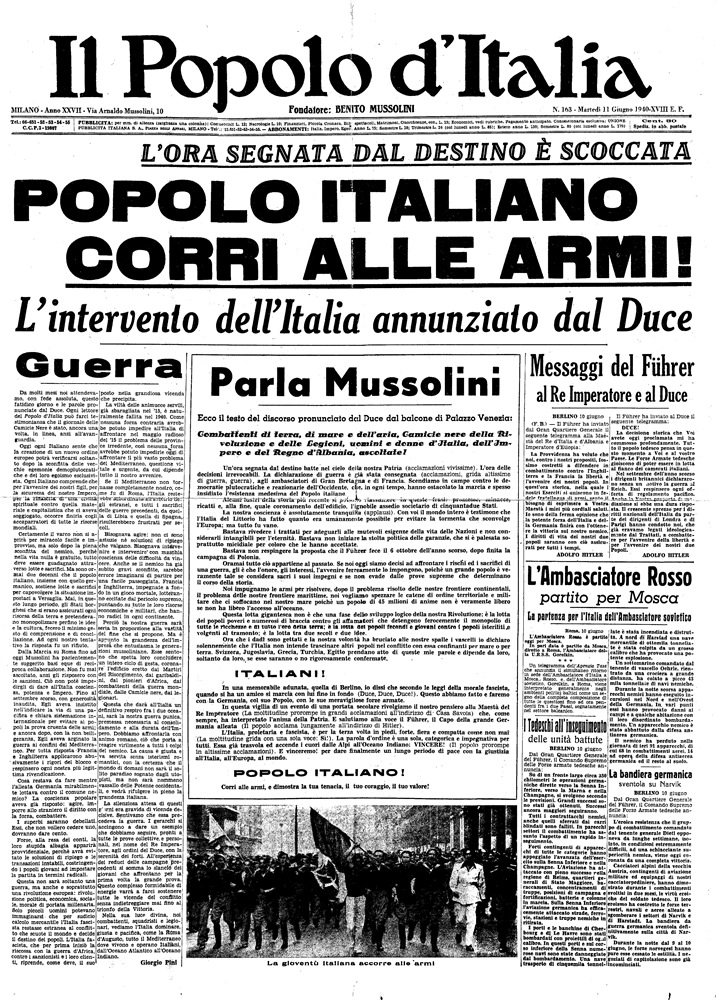
Перша смуга Il Popolo d'Italia, що повідомляє про вступ Італії у Другу світову війну. Номер від 11 червня 1940 року

Il Popolo d'Italia або Народ Італії (1914—1943) — італійська газета, заснована Беніто Муссоліні 15 листопада 1914 року, в результаті його розколу з Італійської соціалістичної партією .
У 1998—1999 роках в Італії видавалася однойменна сучасна газета.

## Історія
Газета стала основою фашистського руху в Італії після Першої світової війни, газета «Il Popolo d'Italia» проіснувала до 24 липня 1943 року .
Газета пропагувала мілітаризм і ірредентизм .
З 1936 по 1943 роки головним редактором був Джордж Піні.

## Сучасне видання
Газета була повторно створена в 1998 році Джузеппе Мартораною, засновником Нового національного ордена, видавалася в Мілані .